# Arras
Arras [aʁɑs] (niederländisch in historischem Kontext Atrecht) ist eine französische Stadt mit 42.621 Einwohnern (Stand 1. Januar 2022) in der Region Hauts-de-France. Sie ist Verwaltungssitz des Départements Pas-de-Calais. Eine erste urkundliche Erwähnung lässt sich auf das Jahr 407 datieren.

## Geografie
Die Stadt liegt in der historischen Provinz Artois nahe dem Zusammenfluss der Scarpe und des Crinchon, etwa 50 Kilometer südwestlich von Lille.

## Geschichte

Karte der Stadt und ihrer Wehranlage (1755)

Ursprünglich war Arras eine keltische Siedlung (Atrebatae), die vom Stamm der Viromanduer bewohnt wurde. Später wurde sie von den Römern zur Garnisonsstadt Atrebatum ausgebaut.
Bei der Teilung des Frankenreiches fiel Arras an Lothar I. In den westfränkischen Reichsannalen, den Annales Bertiniani, heißt es in Bezug auf den Vertrag von Verdun: „Außerhalb dieser Grenzen erhielt er (Lothar) bloß Arras durch die Güte seines Bruders Karl.“
Arras gehörte jahrhundertelang zur Grafschaft Flandern beziehungsweise später zu den Spanischen Niederlanden, was im Stadtbild bis heute deutlich abzulesen ist.
In dieser Zeit wurden in der Stadt mehrere Verträge geschlossen:
- 1191 der Vertrag von Arras (1191) zwischen Balduin V. Graf von Hennegau und Philipp II. August von Frankreich,
- 1414 der Vertrag von Arras (1414) zwischen Heinrich V. von England und Johann Ohnefurcht von Burgund,
- 1414 der Frieden von Arras (1414) zwischen den Bourguignons und den Armagnaken,
- 1435 der Vertrag von Arras (1435) zwischen Frankreich und dem bis dahin mit England verbündeten Burgund (→ Hundertjähriger Krieg),
- 1482 der Frieden von Arras (1482) zwischen Ludwig XI. von Frankreich und Erzherzog Maximilian von Habsburg.

Von 1459 bis 1461 begingen Bürger der Stadt unter dem Namen „Vauderies d’Arras“ bekannt gewordene Denunziationen, Ketzer- und Hexenjagden, die der polnische Schriftsteller Andrzej Szczypiorski in seinem Roman Eine Messe für die Stadt Arras verarbeitete.
Ludwig Tieck hat 1831 in der Novelle "Hexensabbat" diese Ereignisse in einer klaren Gegenüberstellung der philosophisch-theologischen Differenzen erzählt. Deutlich wird dabei, wie sich fanatischer Dogmatismus und freiheitliches Denken bekämpfen und in absolutistischer Machtpolitik auflösen. Diese Novelle basiert auf den "Mémoires de Jacques Du Clercq" über die damaligen Ereignisse in Arras. (geschrieben zwischen 1448 und 1467.)
Am 6. Januar 1579 wurde in der Stadt die Union von Arras zwischen den katholisch gebliebenen südlichen Provinzen der Spanischen Niederlande geschlossen.
Wirtschaftlich lebte die Stadt lange vom Handel. Große Bedeutung errang die Stadt als eines der Hauptzentren der südniederländischen Tapisserie-Herstellung. Diese Erzeugnisse aus den Manufakturen sind auch heute noch namentlich als Arrazzi bekannt.
1659 gelangte Arras durch den Pyrenäenfrieden, der den Französisch-Spanischen Krieg (1635–1659) beendete, an Frankreich. Die vom Festungsarchitekten Vauban gebauten Wehranlagen halfen, die Stadt dauerhaft unter französischer Herrschaft zu halten. Während der Französischen Revolution führte Joseph Le Bon 1793/94 die Terrorherrschaft in Arras, der mehrere hundert Menschen zum Opfer fielen.

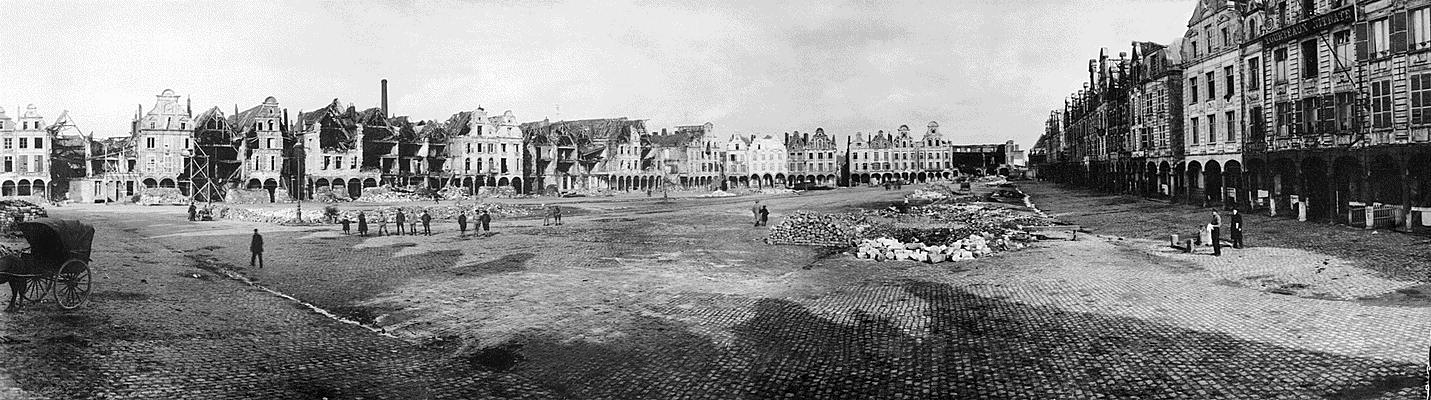
Arras, Grand'Place, 1919

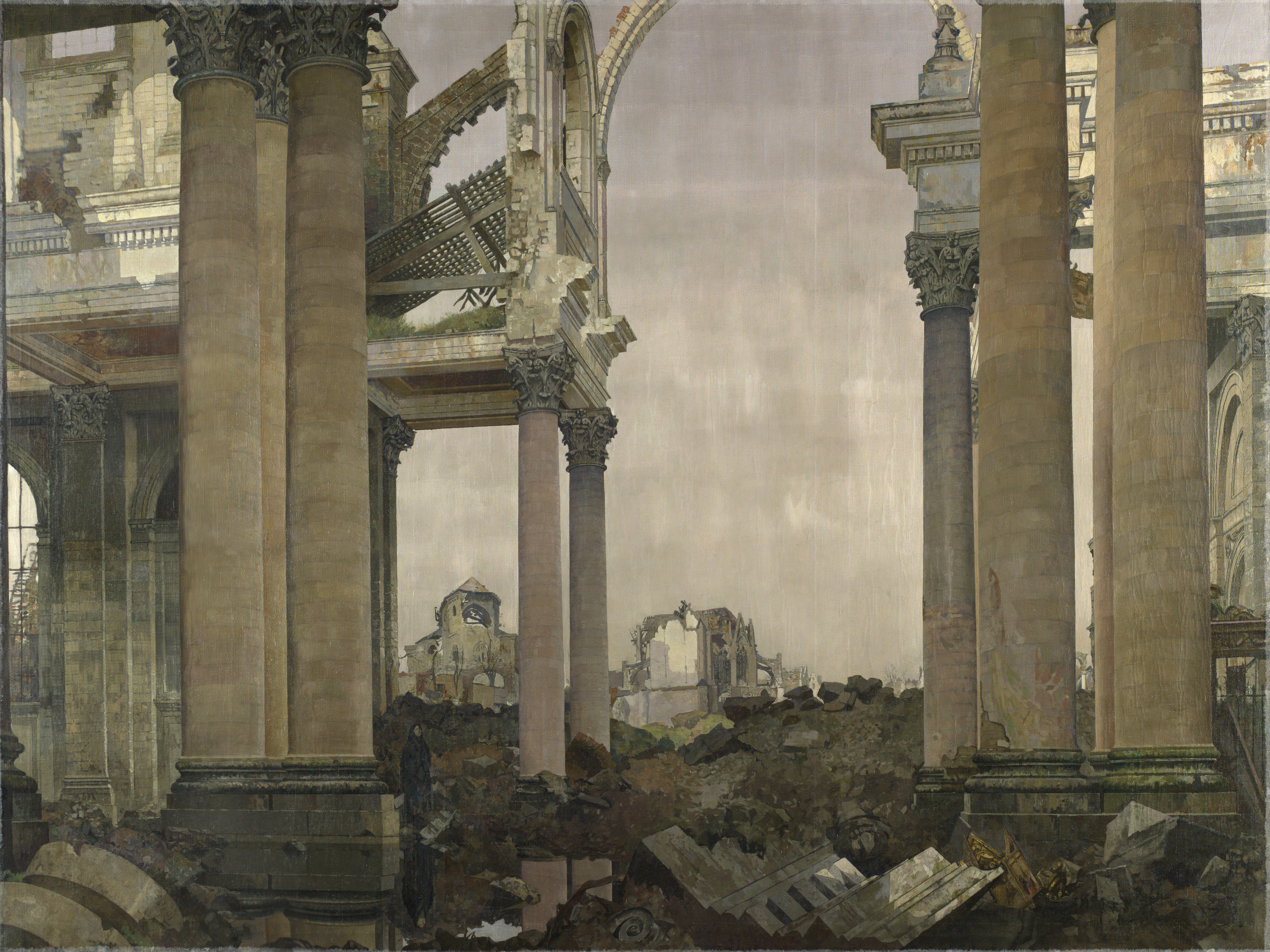
James Kerr-Lawson: Arras, the dead city, 1919. Canadian War Museum, Ottawa, Kanada – Im Jahr 1917 wurde Major James Kerr-Lawson vom Canadian War Memorials Fund beauftragt, die Schlachtfelder in Frankreich und Belgien zu besuchen und die zerstörten Städte Arras und Ypern zu malen, die unter den Bombardierungen schwer gelitten hatten. Das Gemälde zeigt die Ruinen der Kathedrale von Arras aus dem Jahr 1917.

Während des Ersten Weltkriegs lag Arras nahe der Front. Ab dem 6. September 1914 war die Stadt kurzfristig von deutschen Truppen besetzt, die aber noch im Verlauf des Monats an den Stadtrand zurückgedrängt wurden. Von Herbst 1914 bis 1918 fanden im Gebiet der nördlichen Vororte mehrere große Schlachten statt, so im Mai/Juni 1915 die Lorettoschlacht und die Schlacht bei Arras im April/Mai 1917. Die Alliierten konnten Arras gegenüber allen Angriffen der Deutschen behaupten – nicht zuletzt dank eines gigantischen, unterhalb der Stadt angelegten Tunnelsystems, in dem bis zu 24.000 Soldaten untergebracht werden konnten. Die Stadt wurde während des Krieges fast völlig zerstört: schon am 7. Oktober 1914 brannte das Rathaus und der Belfried stürzte am 21. Oktober 1914 ein. Die Kathedrale wurde am 6. Juli 1915 zerstört. Nach dem Krieg wurde Arras in historischer Form wieder aufgebaut.
Im Zweiten Weltkrieg war die Stadt von Juni 1940 (Westfeldzug) bis Ende August 1944 von deutschen Truppen besetzt, die hier 1943–1944 die Abwehrstelle Arras stationierten.
240 Franzosen wurden von den Besatzern als Mitglieder der Résistance in der Zitadelle von Arras hingerichtet.
Am 1. September 1944 wurde die Stadt von der ‚11th Armoured Division‘ und der ‚Guards Division‘ des ‚British XXX Corps‘ befreit.
1950 kam es zu einem vielbeachteten Skandal um den Abgeordneten Antoine de Récy, der unter anderem eine große Geldsumme unterschlagen hatte.
2020 wählte Arras mit Éléonore Laloux die erste Person mit Down-Syndrom in ein öffentliches Amt. Sie ist Mitglied des Stadtparlaments und Beauftragte für Inklusion und Glück.

## Bevölkerungsentwicklung
| Jahr                       | 1962   | 1968   | 1975   | 1982   | 1990   | 1999   | 2011   | 2022   |
| -------------------------- | ------ | ------ | ------ | ------ | ------ | ------ | ------ | ------ |
| Einwohner                  | 41.761 | 49.144 | 46.483 | 41.736 | 38.983 | 40.590 | 41.322 | 42.621 |
| Quellen: Cassini und INSEE |        |        |        |        |        |        |        |        |

## Wappen
Das Wappen ist seit 1355 auf Siegeln nachweisbar. Der im roten Wappenschild über den steigenden blaubewehrten goldenen Löwen gelegene kleine blaue Schild mit den goldenen Lilien und dem roten Turnierkragen gilt als das Familienzeichen des ersten Herren Robert d’ Artois.

## Sehenswürdigkeiten
Wahrzeichen der Stadt sind zwei große Plätze im Zentrum, der Grand'Place und der Place des Héros. Sie sind von einem Ensemble restaurierter Gebäude umgeben, darunter das spätgotische Maison Des Trois Luppars.
Die bedeutsamsten Gebäude der Stadt sind die spätbarock-klassizistische Kathedrale (1778–1833) und das gotische Rathaus (1462–1572) mit einem Belfried, der seit 2005 Teil des UNESCO-Weltkulturerbes „Belfriede in Frankreich“ ist.
Die von Vauban errichtete Zitadelle Arras ist seit 2008 ebenfalls Teil des UNESCO-Weltkulturerbes „Festungsanlagen von Vauban“.
Die Boves sind ein gut erhaltenes unterirdisches Tunnelnetz, 10 Meter unterhalb der Stadt. Sie wurden im 10. Jahrhundert erbaut und können besichtigt werden. Die Idee war, ein riesiges unterirdisches Netz zu errichten, um die Keller aller Einwohner durch Tunnel miteinander zu verbinden. Das Aushubmaterial (Kreide) wurde zum Bau von Häusern verwendet. Während der Weltkriege wurden die Boves als unterirdischer Bunker genutzt, um Bewohner und wertvolle Gegenstände vor Bomben zu schützen.

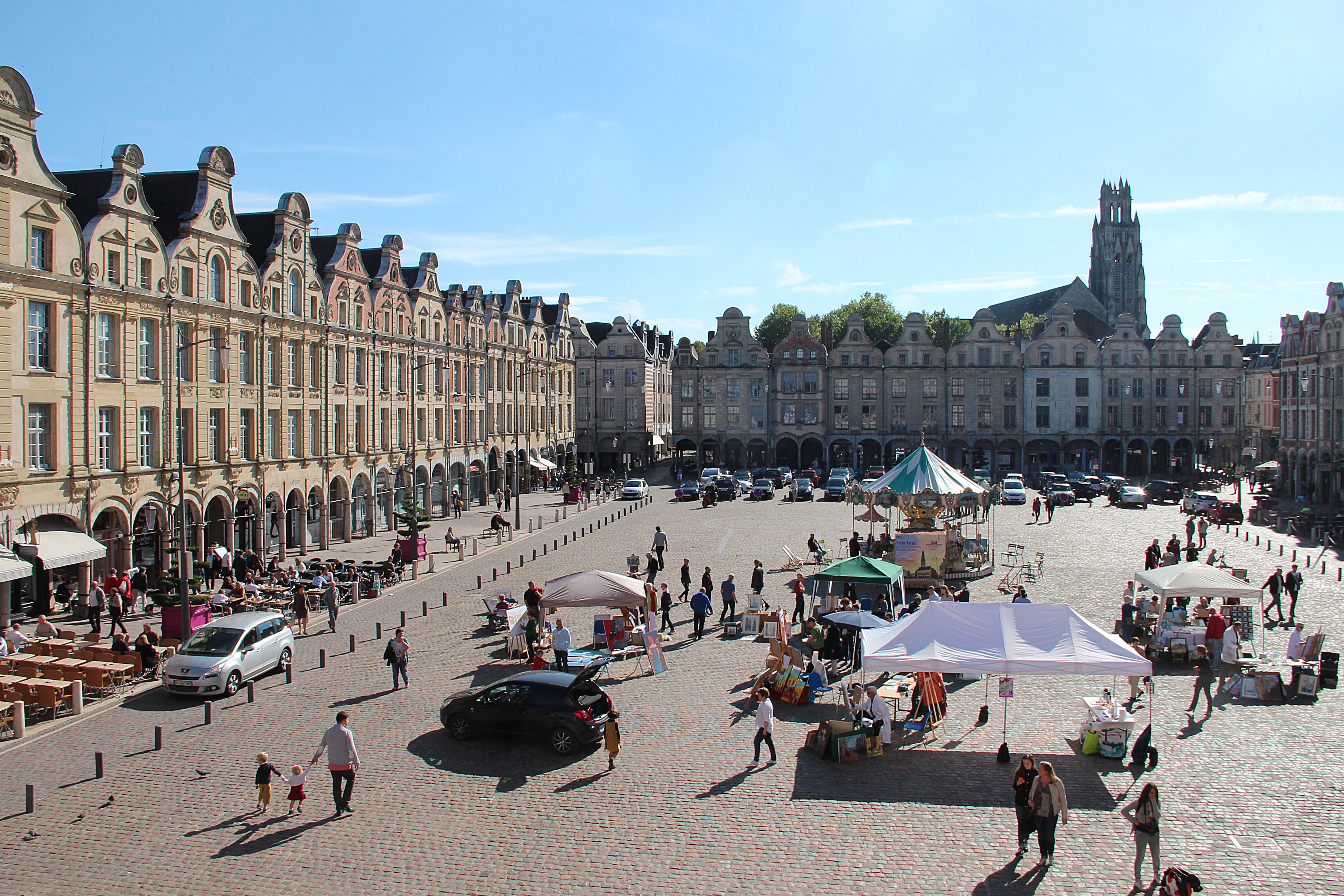
Place des Héros
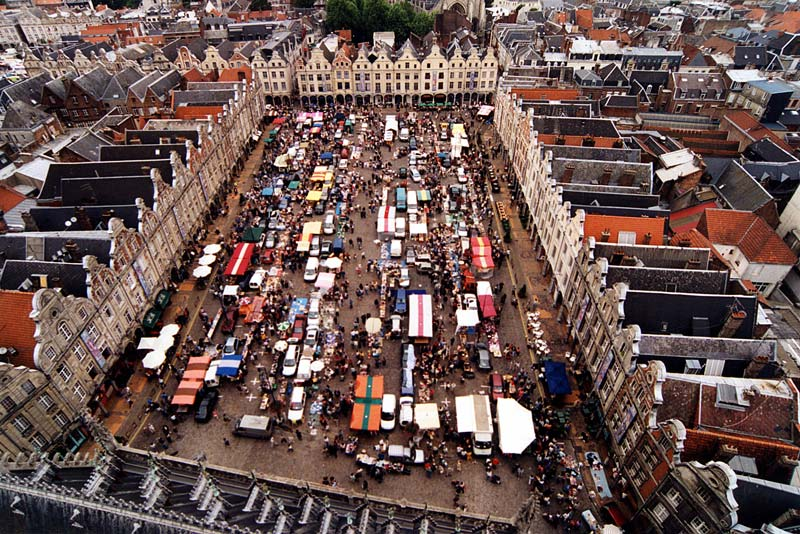
Place des Héros an einem Markttag
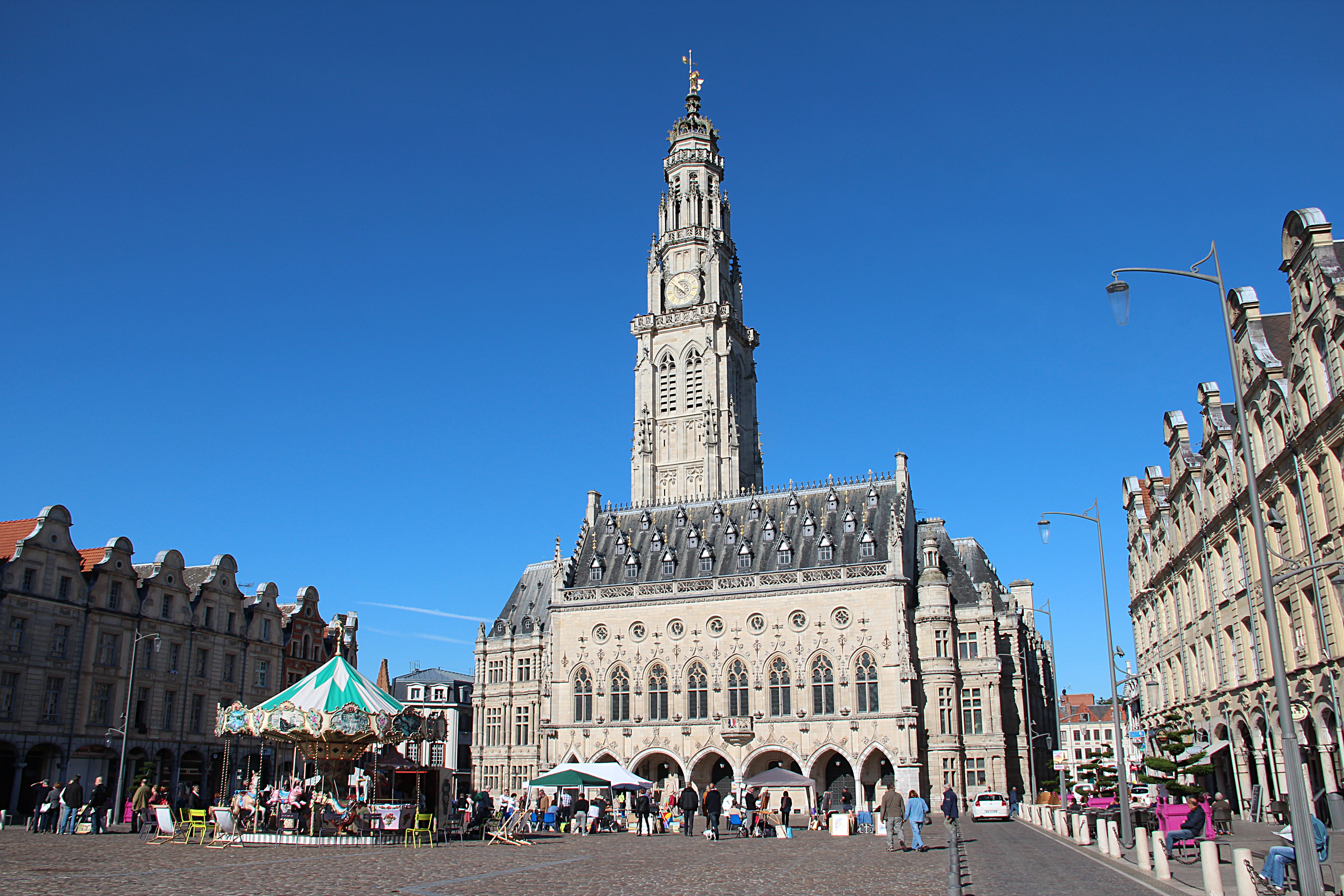
Rathaus mit Belfried
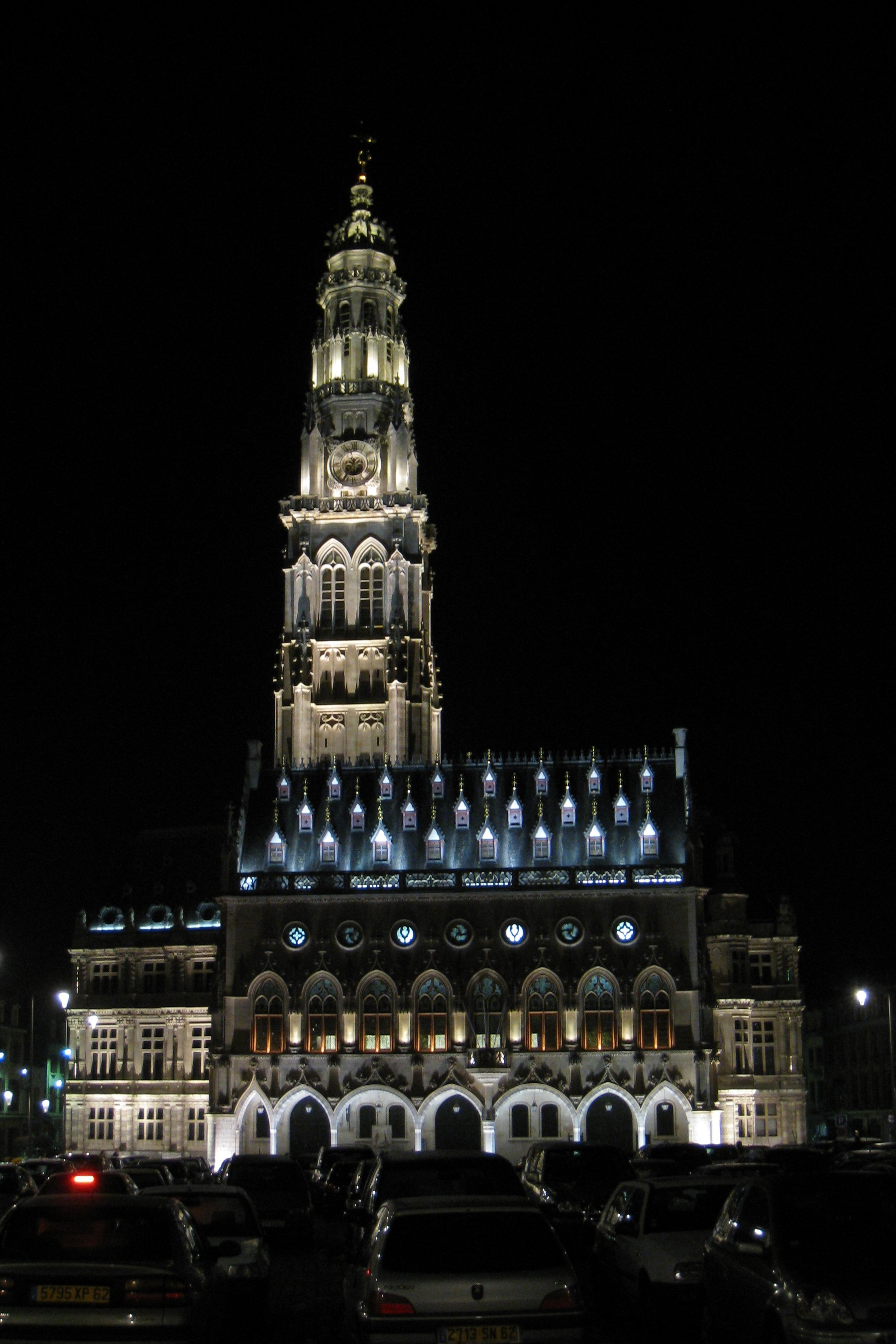
Rathaus mit Belfried bei Nacht
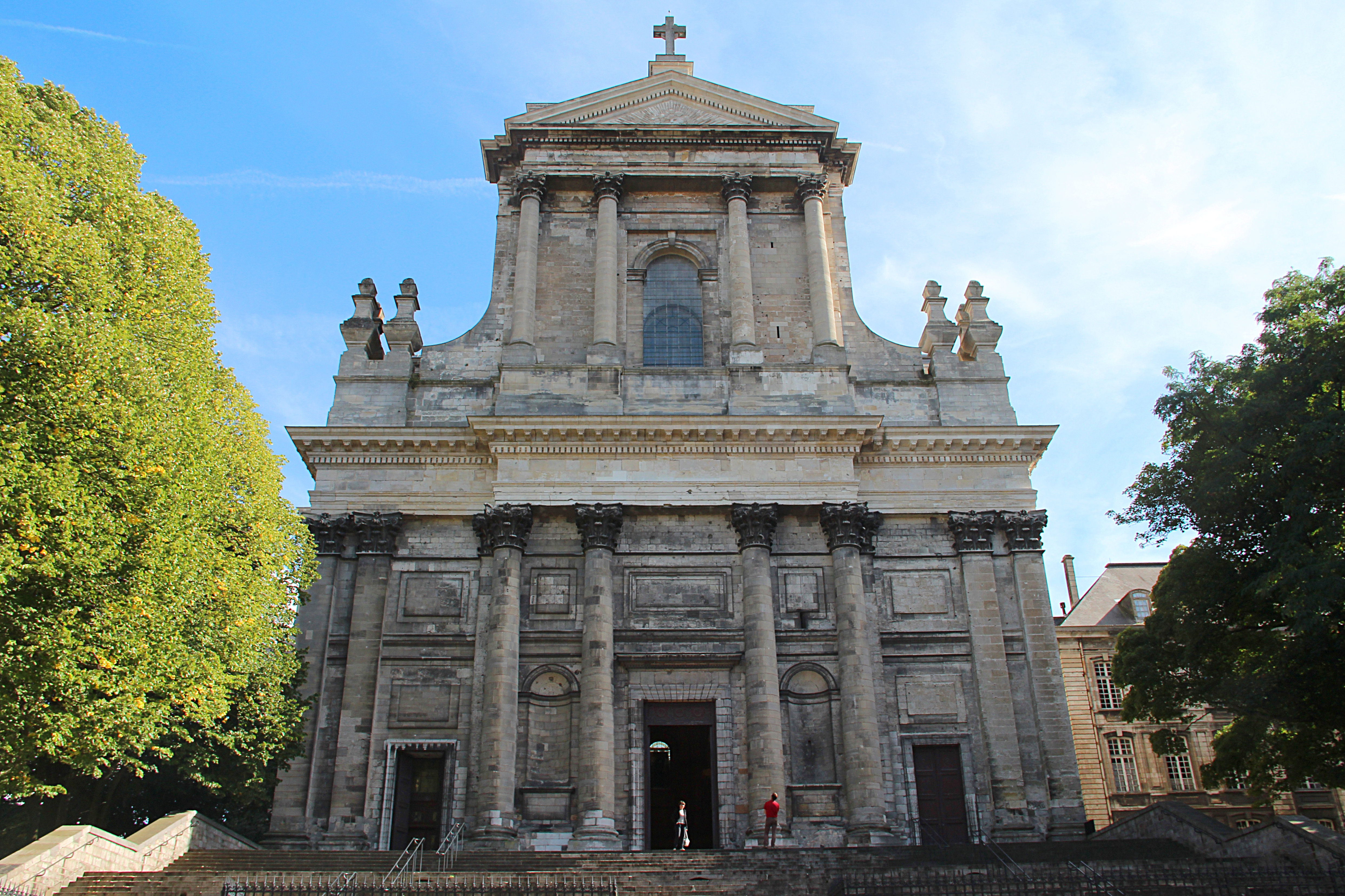
Kathedrale von Arras
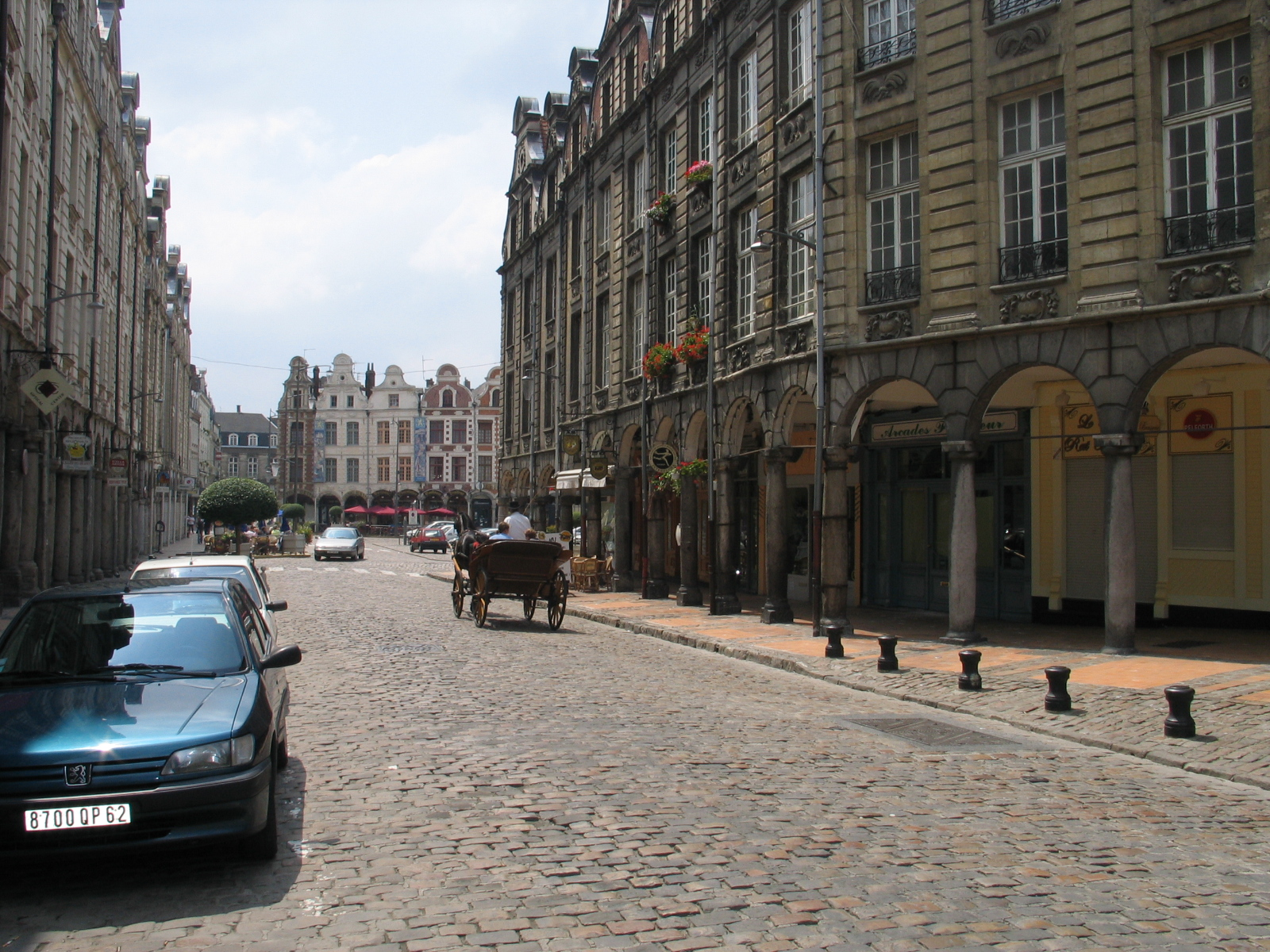
Straßenszenerie
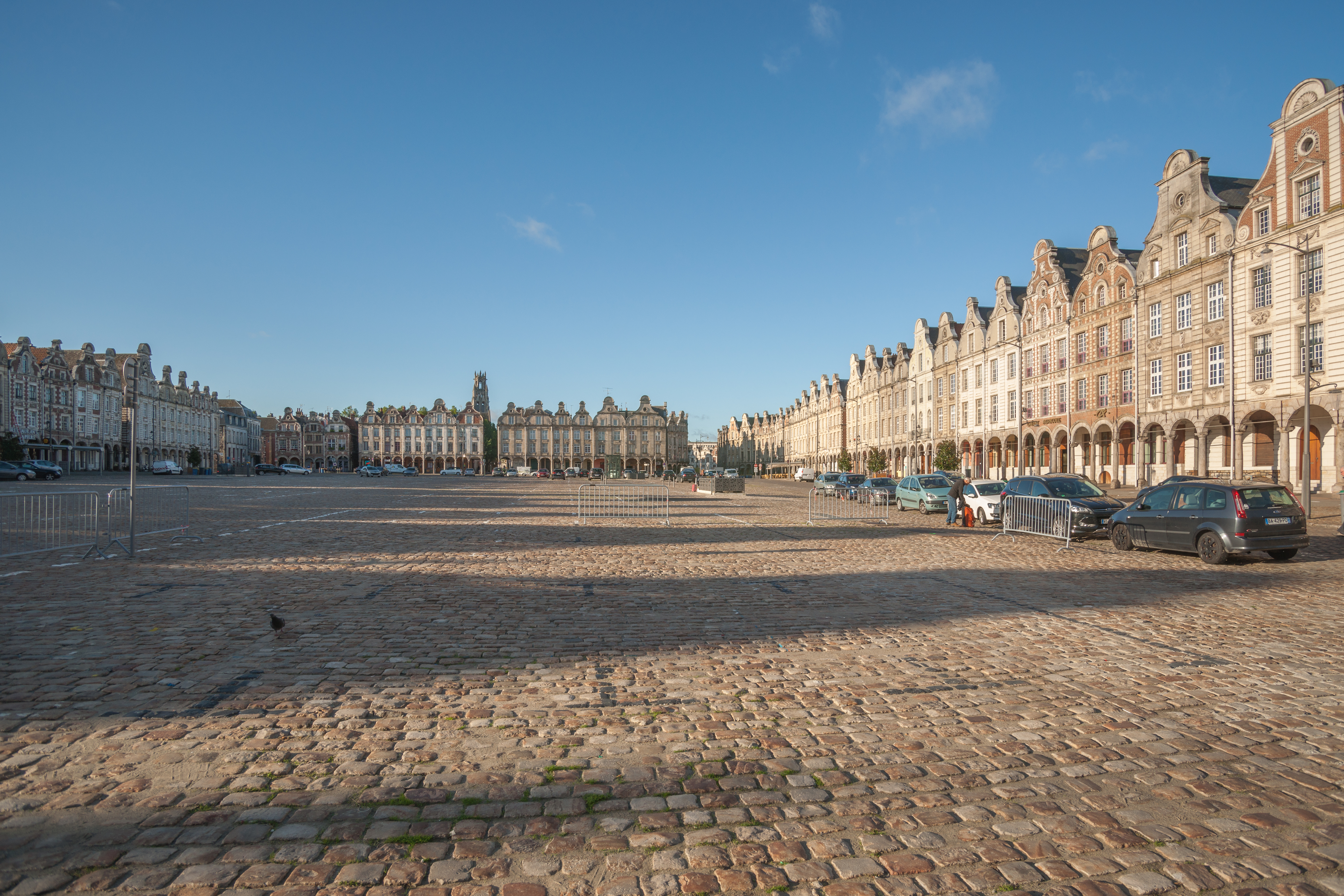
Grand'Place
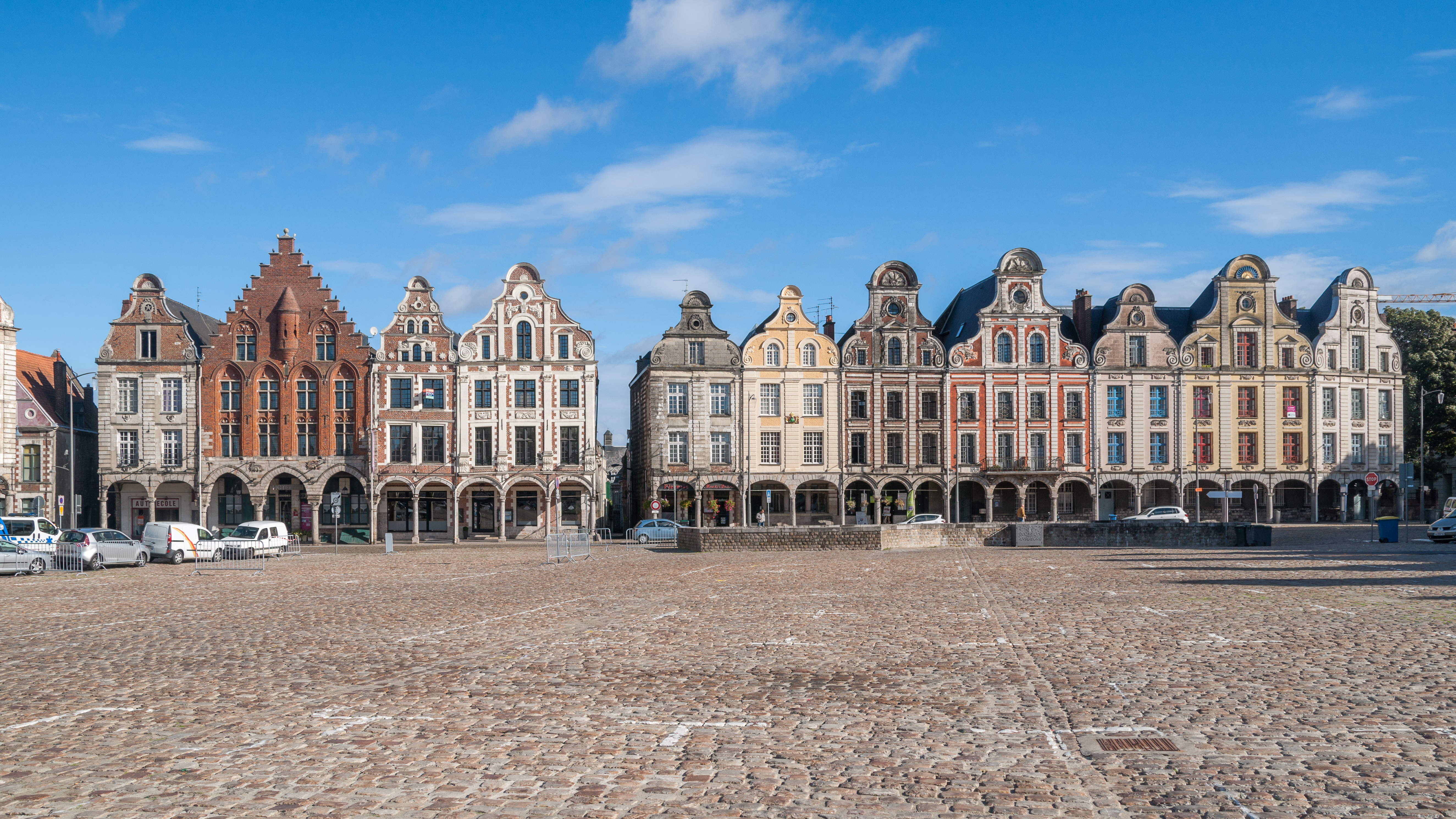
Typische Spätbarockarchitektur auf der Ostseite des Grand'Place
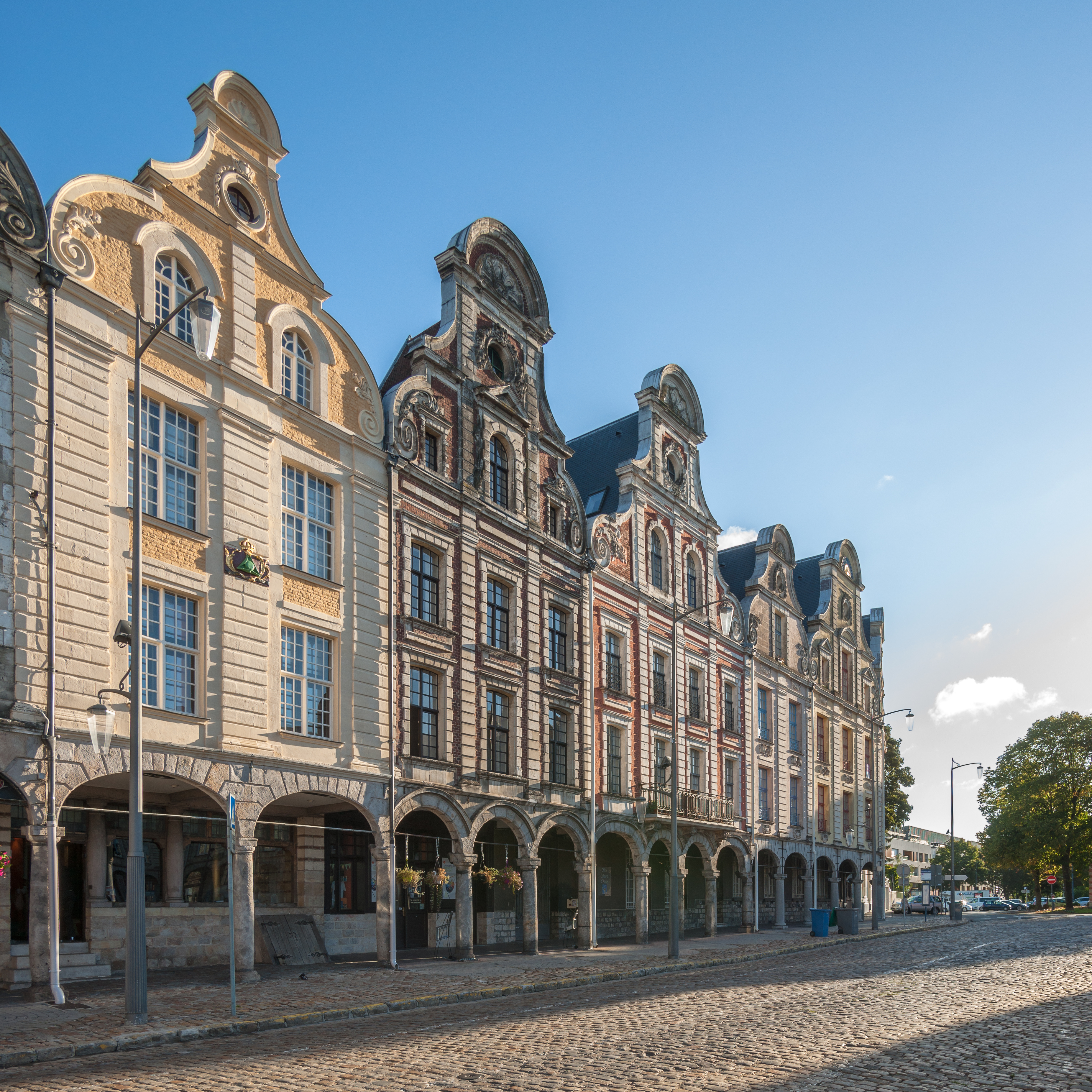
Prachtvolle Scheingiebel

## Persönlichkeiten
- Jean Bodel (≈ 1165–1209), altfranzösischer Spielmann (Ménestrel) und mittelalterlicher Dichter
- Adam de la Halle (um 1237 – 1286/87 oder 1306?), Trouvère (Troubadour)
- Matthias von Arras (1290–1352), Architekt und Baumeister, der in Böhmen wirkte
- Johann IV. von Brabant (1403–1427), Herzog von Brabant, Lothier und Limburg sowie Graf von Hennegau, Holland und Seeland
- Jean de Rely (1430–1499), römisch-katholischer Bischof und Bibelübersetzer
- François Baudouin (1520–1573), Jurist
- Jean Crespin (≈1520–1572), Jurist, reformierter Autor und Buchdrucker in Genf
- Charles de l’Écluse (1526–1609), Arzt und Botaniker
- Nicolas Mostaert (um 1530–zwischen 1601 und 1604), Bildhauer flämischer Herkunft
- Jean Sarazin (1539–1598), Fürsterzbischof von Cambrai und Abt von Saint-Vaast in Arras
- Charles Bonaventure de Longueval, Comte de Bucquoy (1571–1621), Feldmarschall im Dreißigjährigen Krieg
- Anton Sebert († 1735) Fechtmeister in Leipzig und Göttingen
- Ambroise Marie François Joseph Palisot de Beauvois (1752–1820), Naturwissenschaftler
- Jean Charles Joseph de Laumond (1753–1825), Politiker und Generaldirektor der Französischen Minen
- Maximilien de Robespierre (1758–1794), Politiker und einer der einflussreichsten Männer während der Französischen Revolution
- Louis-Charles Caigniez (1762–1842), Theaterschriftsteller
- Augustin Robespierre (1763–1794), Politiker und Bruder von Maximilien de Robespierre
- Joseph Le Bon (1765–1795), Revolutionär
- Eugène François Vidocq (1775–1857), Verbrecher und späterer Verbrechensbekämpfer
- Jean-Paul Adam Schramm (1789–1884), General der Infanterie und Kriegsminister
- Alexandre Georges (1850–1938), Organist, Musikpädagoge und Komponist
- Marguerite Burnat-Provins (1872–1952), französisch-schweizerische Schriftstellerin und Kunstmalerin
- Léon Molon (1881–1952), Autorennfahrer und Flugzeugpionier
- Lucien Molon (1883–1957), Autorennfahrer
- Gustave Warlouzet (1884–1959), Turner
- Lucien Gaudin (1886–1934), Fechter, Weltmeister und Olympiasieger (1924 und 1928)
- Pierre Jean Jouve (1887–1976), Schriftsteller und Anhänger Sigmund Freuds
- Georges Donnet (1888–?), Turner
- Gabriel Hanot (1889–1968), Fußballspieler, Journalist und Herausgeber der Sportzeitung L’Équipe
- Louise Weiss (1893–1983), europäische Politikerin, Schriftstellerin, Journalistin und Feministin
- Louis Gérard (1899–2000), Unternehmer und Autorennfahrer
- André Dufau (1905–1990), Sprinter
- Violette Leduc (1907–1972), Schriftstellerin
- Jean Douchet (1929–2019), Cineast, Historiker, Filmkritiker, Regisseur, Schauspieler und Schriftsteller
- Christophe Gardié (* 1964), Fußballtorwart und Fußballtrainer
- Sébastien Laudenbach (* 1973), Animator
- Pascal Canfin (* 1974), Politiker
- Frédéric Makowiecki (* 1980), Rennfahrer
- Benoît Assou-Ekotto (* 1984), kamerunisch-französischer Fußballspieler
- Adam Abeddou (* 1996), französisch-algerischer Fußballspieler
- Lucas Tousart (* 1997), Fußballspieler
- Cheick Souaré (* 2002), französisch-guineischer Fußballspieler

## Städtepartnerschaften
- Herten in Deutschland, seit 1984
- Oudenaarde in Belgien, seit 1990
- Ipswich im Vereinigten Königreich, seit 1992
- Deva in Rumänien

Bereits seit 1956/57 existiert eine Schul-Partnerschaft des Lycée Robespierre und des Lycée Gambetta mit dem König-Wilhelm-Gymnasium der deutschen Stadt Höxter.